# Rudolf Martin (Physiker)
Rudolf E. Martin (* 4. März 1925 in Neusalz an der Oder; † 30. April 1994 in Hannover) war ein deutscher Physiker, welcher vor allem auf Gebieten der Akustik aktiv war.
Martin begann 1943 an der Universität Breslau das Studium der Physik, welches er nach dem Zweiten Weltkrieg 1949 an der Universität Marburg mit Diplom abschloss. 1952 promovierte er hier zum Dr.-phil.
1953/1954 begann er seine Tätigkeit bei der Physikalisch-Technischen Bundesanstalt in Braunschweig. Hier leitete er ab den 1970er Jahren den Bereich Hörakustik, und ab 1985 bis 1990 die Abteilung Mechanik und Akustik.
1978 erhielt er die VDI-Ehrenmedaille und 1979 die DIN-Ehrennadel. 1991 wurde er mit dem Verdienstorden der Bundesrepublik Deutschland ausgezeichnet. 2019 wurde er posthum zum Ehrenmitglied der Deutschen Gesellschaft für Akustik berufen.
Die Ehrenurkunde des Normenausschusses Akustik, Lärmminderung und Schwingungstechnik (NALS) trägt ihm zu Ehren den Namen Rudolf-Martin-Ehrenurkunde.